# Sea of the Hebrides
Sea of the Hebrides är ett havsområde i Storbritannien. Det ligger i den nordvästra delen av landet, 700 km nordväst om huvudstaden London.